# Canonizzazioni celebrate da Benedetto XVI

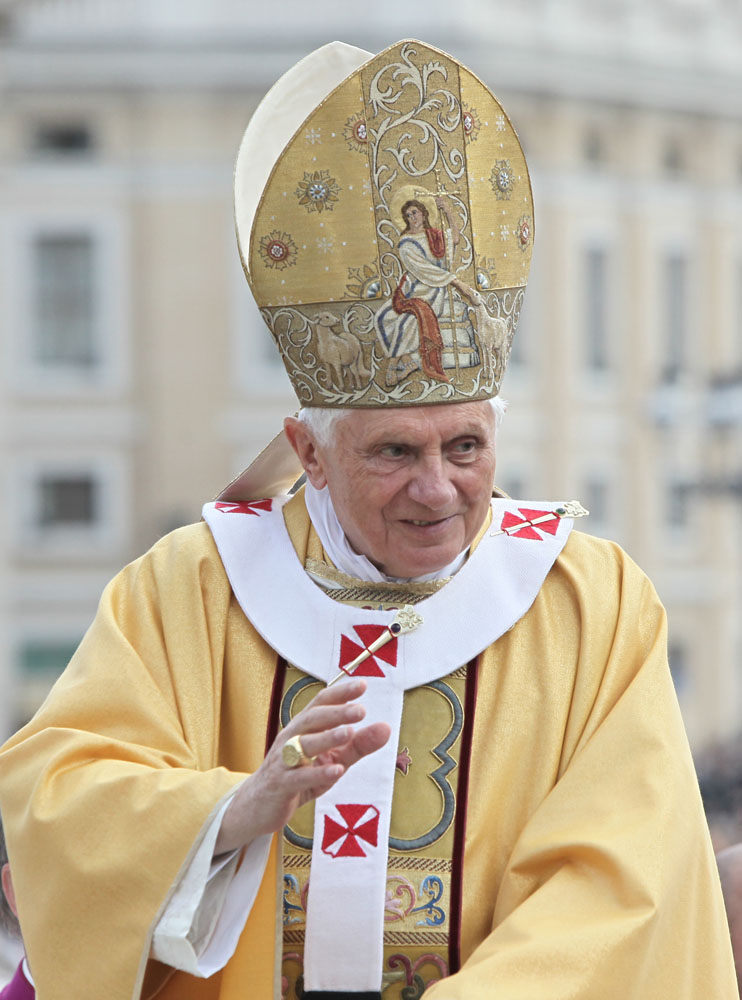
Papa Benedetto XVI

Durante il suo pontificato (2005-2013) papa Benedetto XVI ha canonizzato 45 beati, di cui 1 beata riconosciuta per equipollenza e gli altri 44 nel corso di 10 distinte cerimonie pubbliche (9 in Vaticano e 1 in Brasile).
Segue la lista delle canonizzazioni celebrate da Benedetto XVI.

## Riti del 2005
- Roma, Piazza San Pietro, 23 ottobre:
  - Józef Bilczewski (1860-1923), arcivescovo di Leopoli
  - Gaetano Catanoso (1879-1963), sacerdote, fondatore delle Suore Veroniche del Volto Santo
  - Sigismondo Gorazdowski (1845-1920), sacerdote, fondatore delle Suore di San Giuseppe
  - Alberto Hurtado (1901-1952), sacerdote, fondatore del movimento Hogar de Cristo
  - Felice da Nicosia (1715-1787), laico professo dell'Ordine dei Frati Minori Cappuccini

## Riti del 2006
- Roma, Piazza San Pietro, 15 ottobre:
  - Rafael Guízar Valencia (1878-1938), vescovo di Jalapa
  - Filippo Smaldone (1848-1923), sacerdote, fondatore delle Suore Salesiane dei Sacri Cuori
  - Rosa Venerini (1656-1728), fondatrice delle Maestre Pie Venerini
  - Théodore Guérin (1798-1856), fondatrice delle Suore della Provvidenza

## Riti del 2007
- San Paolo, Campo de Marte, 11 maggio:
  - Antonio di Sant'Anna Galvão (1739-1822), sacerdote professo dell'Ordine dei Frati Minori Scalzi

- Roma, Piazza San Pietro, 3 giugno:
  - Giorgio Preca (1880-1962), sacerdote, fondatore della Società della Dottrina Cristiana
  - Simone da Lipnica (1435-1482), sacerdote professo dell'Ordine dei Frati Minori
  - Carlo di Sant'Andrea (1821-1893), sacerdote professo della Congregazione della Passione di Gesù Cristo
  - Maria Eugenia di Gesù (1817-1898), fondatrice delle Religiose dell'Assunzione

## Riti del 2008
- Roma, Piazza San Pietro, 12 ottobre:
  - Gaetano Errico (1791-1860), sacerdote, fondatore dei Missionari dei Sacri Cuori di Gesù e Maria
  - Narcisa di Gesù Martillo Morán (1832-1869), vergine
  - Alfonsa dell'Immacolata Concezione (1910-1946), suora professa della Congregazione delle Francescane Clarisse
  - Maria Bernarda Bütler (1848-1924), fondatrice delle Suore Francescane Missionarie di Maria Ausiliatrice

## Riti del 2009
- Roma, Piazza San Pietro, 26 aprile:
  - Arcangelo Tadini (1846-1912), sacerdote, fondatore delle Suore Operaie della Santa Casa di Nazareth
  - Bernardo Tolomei (1272-1348), fondatore della Congregazione Olivetana
  - Nuno de Santa Maria Álvares Pereira (1360-1431), laico professo dell'Ordine Carmelitano
  - Geltrude Comensoli (1847-1903), fondatrice delle Suore Sacramentine
  - Caterina Volpicelli (1839-1894), fondatrice delle Ancelle del Sacro Cuore

- Roma, Piazza San Pietro, 11 ottobre:
  - Sigismondo Felice Feliński (1822–1895), arcivescovo di Varsavia e poi di Tarso, fondatore delle Suore Francescane della Famiglia di Maria
  - Francesco Coll Guitart (1812–1875), sacerdote domenicano, fondatore delle Religiose Domenicane dell'Annunziata
  - Damiano de Veuster (1840–1889), sacerdote professo della Congregazione dei Sacri Cuori
  - Rafael Arnaiz Barón (1911–1938), frate oblato dell'Ordine dei Cistercensi della Stretta Osservanza
  - Jeanne Jugan (1792–1879), fondatrice della congregazione delle Piccole Sorelle dei Poveri

## Riti del 2010
- Roma, Piazza San Pietro, 17 ottobre:
  - Stanislao Casimiritano (1433–1489), sacerdote professo dei Canonici Regolari della Congregazione del Santissimo Salvatore Lateranense
  - André Bessette (1845–1937), religioso professo della Congregazione di Santa Croce
  - Candida Maria di Gesù (1845–1912), fondatrice della congregazione delle Figlie di Gesù
  - Maria della Croce MacKillop (1842–1909), fondatrice della congregazione delle Suore di San Giuseppe del Sacro Cuore di Gesù
  - Giulia Salzano (1846–1929), fondatrice della congregazione delle Suore Catechiste del Sacro Cuore
  - Camilla Battista da Varano (1458–1524), monaca professa dell'Ordine di Santa Chiara

## Riti del 2011
- Roma, Piazza San Pietro, 23 ottobre:
  - Guido Maria Conforti (1865-1931), arcivescovo di Ravenna e poi di Parma, fondatore della Pia Società di San Francesco Saverio per le Missioni Estere
  - Luigi Guanella (1842-1915), sacerdote, fondatore dei Servi della Carità e delle Figlie di Santa Maria della Divina Provvidenza
  - Bonifacia Rodríguez Castro (1837-1905), fondatrice delle Serve di San Giuseppe

## Riti del 2012
- Roma, Piazza San Pietro, 21 ottobre:
  - Jacques Berthieu (1838-1896), sacerdote professo della Compagnia di Gesù
  - Pietro Calungsod (1654-1672), laico, catechista, martire
  - Giovanni Battista Piamarta (1841-1913), sacerdote, fondatore delle Congregazione della Sacra Famiglia di Nazareth
  - Maria del Monte Carmelo Sallés y Barangueras (1848-1911), fondatrice delle Religiose Concezioniste Missionarie dell'Insegnamento
  - Marianna Cope (1838-1918), religiosa professa della congregazione delle Suore Francescane di Syracuse
  - Kateri Tekakwitha (1656-1680), vergine
  - Anna Schäffer (1882-1925), vergine

### Canonizzazione equipollente
- Decreto del 10 maggio:
  - Ildegarda di Bingen (1098-1179), religiosa e mistica tedesca